# Конгресс Филиппин
Конгресс Филиппин (таг. Kongreso ng Pilipinas) — федеральный законодательный орган (парламент) Филиппин.

## Состав
Конгресс состоит из двух палат:
- Верхняя палата — Сенат Филиппин
- Нижняя палата — Палата представителей Филиппин

## Сенат
Сенат является верхней палатой парламента Филиппин, был создан в 1916 году. В 1972 году президент Маркос объявил в стране военное положение и сенат был распущен. В результате бескровного переворота 22-25 февраля 1986 года, новый режим восстановил двухпалатный конгресс. Сенаторов всего 24, избираются сроком на 6 лет. Каждые 3 года переизбираются 12 сенаторов.
- ПДП-Лабан 5
- Националстическая партия 4
- Либеральная партия 3
- ННК 3
- Лакас, ЛДП, УНА, Акбаян, Сибак по 1
- 4 независимых сенатора

## Палата представителей
Палата представителей является нижней палатой парламента Филиппин. Депутаты избираются на трехлетний срок и могут быть переизбраны, но не более трёх сроков подряд. Около восьмидесяти процентов депутатов — районные представители, представляющие конкретную географическую область страны. В стране 229 избирательных округов, каждый из которых состоит из около 250,000 человек. Есть также секторальные представители избираемые по партийным спискам, которые составляют не более двадцати процентов от общего числа депутатов.
- ПДП-Лабан 82
- Националстическая партия 42
- ННК 36
- Нац единство 25